# Sulvik-Valvalltjärnen
Sulvik-Valvalltjärnen är varandra näraliggande sjöar i Åre kommun i Jämtland och ingår i Indalsälvens huvudavrinningsområde.
- Sulvik-Valvalltjärnen (Kalls socken, Jämtland, 705634-137067), sjö i Åre kommun, 63°35′30″N 13°11′57″Ö / 63.5916°N 13.1993°Ö
- Sulvik-Valvalltjärnen (Kalls socken, Jämtland, 705634-137167), sjö i Åre kommun, 63°35′31″N 13°13′10″Ö / 63.592°N 13.2195°Ö